# 魚津交通
魚津交通株式会社（うおづこうつう、英: Uozu Kotsu Co.,Ltd.）は、富山県魚津市に本社を置き、タクシー・福祉輸送及び貸切バスの営業を行っている。

## 概要
- 車輛の保有台数はタクシーが31台、バスが4台。タクシーは小型・中型（現在は両方とも統一され小型に）車に加え、ジャンボタクシーやDXブライダルクラウン、ロンドンタクシー（現在は無い）や車椅子用タクシーや寝台車も複数台保有。
- バスは、マイクロバスと小型、中型、大型バスを保有。旅行・学校行事・企業研修や観光葬祭など活用方法は様々。
- ロンドンタクシーは婚礼や大切なお客様の送迎用に活用している。車輛ナンバーは、「1122（いい夫婦）」（現在はこの車が無いため利用はできない）[1]。

### 主な沿革
- 1952年12月、旧新川自動車よりハイヤー部門を買取り設立
- 1993年4月、本社を現在地に移転。
- 2004年9月、北陸信越地区のタクシー事業者としては初、グリーン経営認証を取得[2]。
- 2007年11月、富山県下の大半のタクシー業者が料金を値上げする中、初乗り料金の値下げを実施。新川地区では他社より10%以上も安い。
- 2010年6月より営業用車輛としてトヨタ自動車株式会社のハイブリッド車：プリウスを導入。
- 2012年5月より、環境環境に配慮した運転「エコドライブ」を実践する為、全乗務員が「エコドライブ講習」を受講。
- 2013年2月、旅行業を開始。

## 事業所
- 本社 - 富山県魚津市本江2860-2
- 村木営業所（タクシー待合室） - 富山県魚津市末広町2-16